# Малевичский сельсовет
Малевичский сельсовет (бел. Мале́віцкі сельсавет) — административная единица на территории Жлобинского района Гомельской области Беларуси. Административный центр — агрогородок Малевичи.

## География
Расположен в северо-западной части Жлобинского района.
Граничит с Краснобережским, Солонским, Лукским сельсоветами Жлобинского района Гомельской области.
Расстояние от аг. Малевичи до г. Жлобина – 12 км, Гомеля – 105 км.

### Водная система
Протекает река Добосна.

## Транспортная сеть
Проходит участок железной дороги: Жлобин-Минск.

## История
В состав Малевичского сельсовета входили (в настоящее время не существующие): до 1962 года деревня Жальвинка, посёлки Заградье, Новый Александров, до 1966 года деревня Корма, посёлок Придорожье.
25 января 2015 года в состав Жлобина включены земли посёлка Рубеж Малевичского сельсовета Жлобинского района.
20 мая 2015 года на территории сельсовета был упразднён посёлок Рубеж.

## Состав
Малевичский сельсовет включает 7 населённых пунктов:
- Весёлый — посёлок
- Вязок — посёлок
- Казимирово — деревня
- Малевичи — агрогородок
- Малевичская Рудня — деревня
- Новики — деревня

Упразднённые населённые пункты:
- Рубеж — посёлок